# كوينتانا (محطة مترو أنفاق مدريد)
كوينتانا (بالإسبانية: Quintana)‏ هي محطة مترو أنفاق في مدريد في إسبانيا، تقع على الخط رقم 5.